# 741 TCN
741 TCN là một năm trong lịch La Mã.